# Rejon saracki
Rejon saracki – była jednostka administracyjna wchodząca w skład obwodu odeskiego Ukrainy.
Rejon utworzony w 1965, ma powierzchnię 1475 km² i liczy około 45 tysięcy mieszkańców. Siedzibą władz rejonu jest Sarata.
Na terenie rejonu znajdują się 1 osiedlowa rada i 22 silskie rady, obejmujące w sumie 37 wsi.

## Miejscowości rejonu
- (Благодатне)
- (Долинка)
- (Фараонівка)
- (Фуратівка)
- (Ярославка)
- (Кам'янка)
- (Комишівка Перша)
- (Костянтинівка)
- (Крива Балка)
- Kułewcza (Кулевча)
- (Лугове)
- (Миколаївка-Новоросійська)
- (Мирнопілля)
- (Михайлівка)
- (Міняйлівка)
- (Молдове)
- (Надежда)
- (Над'ярне)
- (Негрове)
- (Нова Іванівка)
- (Нова Плахтіївка)
- (Новоселівка)
- (Пасічне)
- (Петропавлівка)
- (Плахтіївка)
- (Пшеничне)
- (Розівка)
- (Ройлянка)
- Sarata (Сарата)
- (Світлодолинське)
- (Семисотка)
- (Сергіївка)
- (Старосілля)
- (Успенівка)
- (Введенка)
- (Великорибальське)
- (Забари)
- Zoria (Зоря)